# 派氏旗鱂
派氏旗鱂，為輻鰭魚綱鱂形目鰕鱂亞目鰕鱂科的其中一種，為熱帶淡水魚，分布於非洲喀麥隆西南部淡水流域，體長可達5公分，棲息在雨林覆蓋的溪流、沼澤底中層水域，生活習性不明，可作為觀賞魚。

## 擴展閱讀
維基物種上的相關：派氏旗鱂